# Cemitério Bom Pastor
O Cemitério Bom Pastor é um cemitério situado no bairro do Bom Pastor, na Zona Oeste da cidade do Natal. Localiza-se na Rua Bom Pastor. O cemitério é composto por duas unidades, Bom Pastor I e Bom Pastor II, que são separadas pela Rua Poema de Camões.
No ano de 1962, a Prefeitura de Natal adquiriu terras de propriedade do Sr. João Caldas no bairro do Bom Pastor a fim de construir um estádio, projeto este que não foi efetivado. Anos depois, o cemitério estabeleceu-se no terreno público. No dia 31 de janeiro de 1989, o cantor Carlos Alexandre, que morreu após um acidente de carro, foi sepultado no Cemitério Bom Pastor.
O cemitério recebeu seu nome por estar localizado em Bom Pastor, um dos bairros mais populares de Natal. O bairro recebeu esse nome pois, entre o final dos anos 40 e o início dos anos 50, o Padre Eugênio Sales fundou na região a Obra Social de Bom Pastor, que acolhia mulheres jovens expulsas de seus lares.